# Armillac
Armillac (okzitanisch Armilhac) ist eine Gemeinde im Südwesten Frankreichs und liegt im Département Lot-et-Garonne in der Region Nouvelle-Aquitaine (bis 2016 Aquitanien).
Die Bewohner werden Armillacais genannt.

## Geographie
Die Gemeinde wird von den Weilern Briffaut, Galand, Moulin und Pigeonneau, Molière, Saintongier und Tous Vents gebildet. Die Gemeinde wird für die Produktion von Milch, Tabak und Getreide landwirtschaftlich bebaut.
Umgeben wird Armillac von den Nachbargemeinden:
| Miramont-de-Guyenne  | Lavergne                                    |          |
| Montignac-Toupinerie | Kompassrose, die auf Nachbargemeinden zeigt | Laperche |
|                      | Saint-Barthélemy-d’Agenais                  |          |

## Toponymie
Es wird vermutet, dass die Gemeinde ihren Namen einem reichen gallischen Grundbesitzer namens Armillius zu verdanken hat.
Die Bevölkerungsentwicklung in Armillac wird seit 1800 dokumentiert. Mit Ausnahme von 2006 wurden jährlich Statistiken durch die Insee veröffentlicht.  
2015 zählte die Gemeinde 196 Einwohner, was ein Anstieg von 1,55 % gegenüber 2010 bedeutet. 
| Jahr      | 1800 | 1846 | 1876 | 1901 | 1946 | 1975 | 1999 | 2008 | 2009 | 2018 |
| --------- | ---- | ---- | ---- | ---- | ---- | ---- | ---- | ---- | ---- | ---- |
| Einwohner | 419  | 480  | 344  | 224  | 219  | 148  | 141  | 214  | 184  | 200  |

## Sehenswürdigkeiten
- Kirche aus dem 15. Jahrhundert, der heiligen Jungfrau Maria geweiht: Sie zeichnet sich durch den Glockengiebel mit drei Öffnungen, einer halbkreisförmigen Apsis, welche das mit Ogiven gewölbte Langhaus abschließt und von schmalen Fenstern beleuchtet wird, einer Holzkanzel, schönen Glasmalereien sowie einem Altar aus weißem Marmor aus.
- Windmühle